# Isacco
Isacco (in ebraico יִצְחָק‎?, AFI: [jit͡sˤˈħaːq]; in greco antico Ἰσαάκ?, Isaák; in arabo إسحاق‎?, ʾIsḥāq; Bersabea, ... – Mamre, ...) è uno dei grandi patriarchi di cui si narra nella Bibbia; è il figlio di Abramo e Sara. La sua vita è narrata nel libro della Genesi (15-35).
Il suo nome (che letteralmente significa "egli riderà" o "egli ha riso"), proviene dalla reazione di sua madre Sara all'udire la profezia della sua nascita, perché era abbastanza anziana e sterile. È venerato come santo da tutte le chiese cristiane che ammettono il culto dei santi, ed è molto venerato anche nella religione ebraica e in quella islamica (nella quale è chiamato Isḥāq e la sua vita è narrata nel Corano).

## Racconto biblico
Isacco venne circonciso otto giorni dopo la nascita e proclamato il solo legittimo progenitore del popolo eletto. Trascorse i suoi primi anni a Bersabea; qui, suo padre lo portò sopra un monte nel territorio di Moria per sacrificarlo al Signore che in seguito ad una esplicita richiesta voleva mettere alla prova la sua fede, (Gen. 22). Vista la grande fede di Abramo, il racconto biblico narra che Dio risparmiò invece la vita di Isacco. Questo episodio è stato ripreso innumerevoli volte nell'arte (vedi ad esempio Rembrandt oppure, in questa pagina, Andrea del Sarto, Caravaggio e Andrea Mantegna) e nella letteratura.
Isacco sposò Rebecca, la figlia di Betuel, che suo padre mandò a prendere in Mesopotamia, la propria terra di origine. Il matrimonio ebbe luogo nel paese dove Isacco viveva e continuò ad abitare dopo aver accompagnato il fratellastro Ismaele a seppellire il corpo del padre Abramo nella grotta di Macpela, di fronte alla città di Hebron. Da Rebecca ebbe due figli gemelli: Esaù, il suo favorito, e Giacobbe, il favorito di Rebecca.

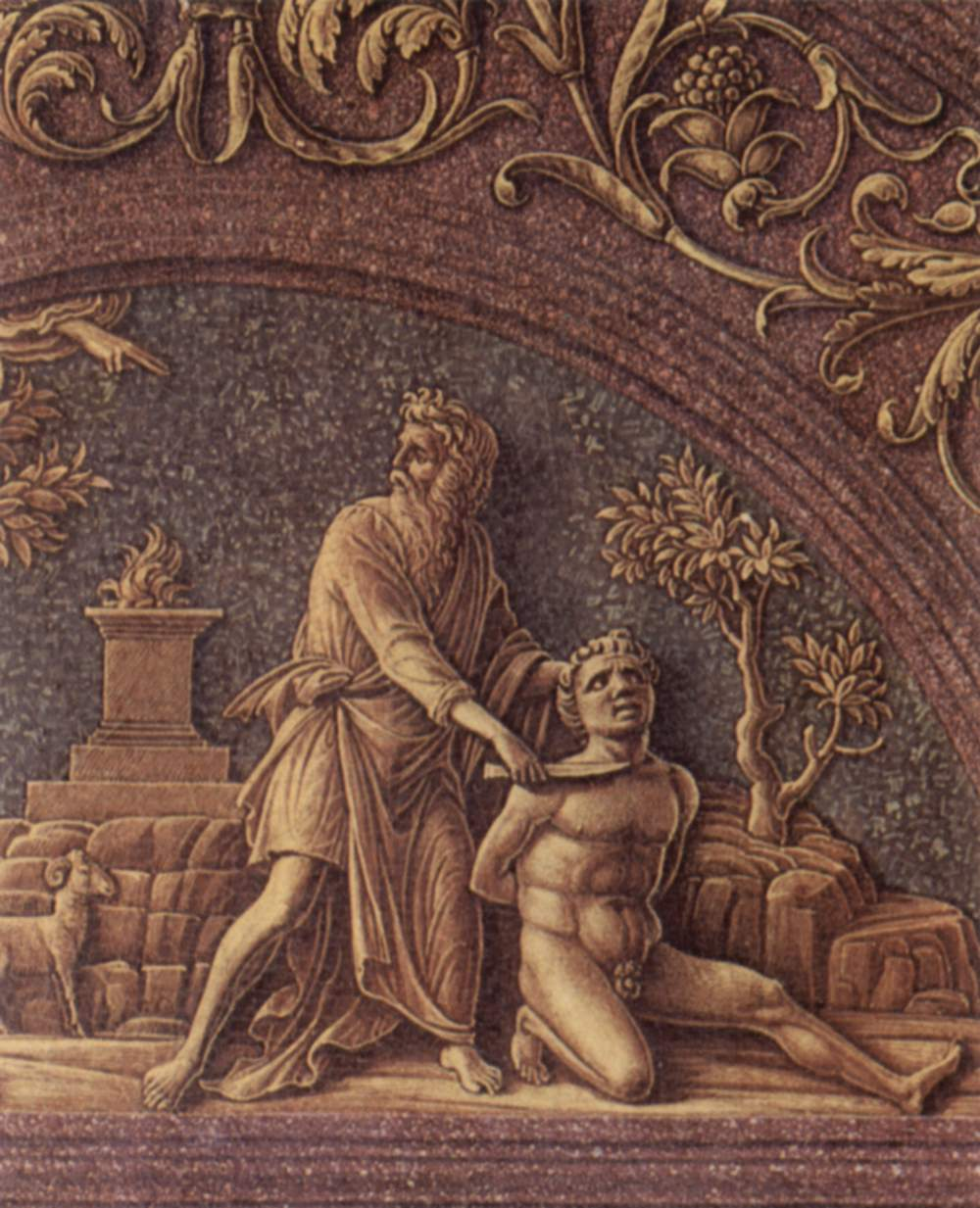
Andrea Mantegna, Sacrificio di Isacco, dettaglio del Trittico degli Uffizi (1460 circa)

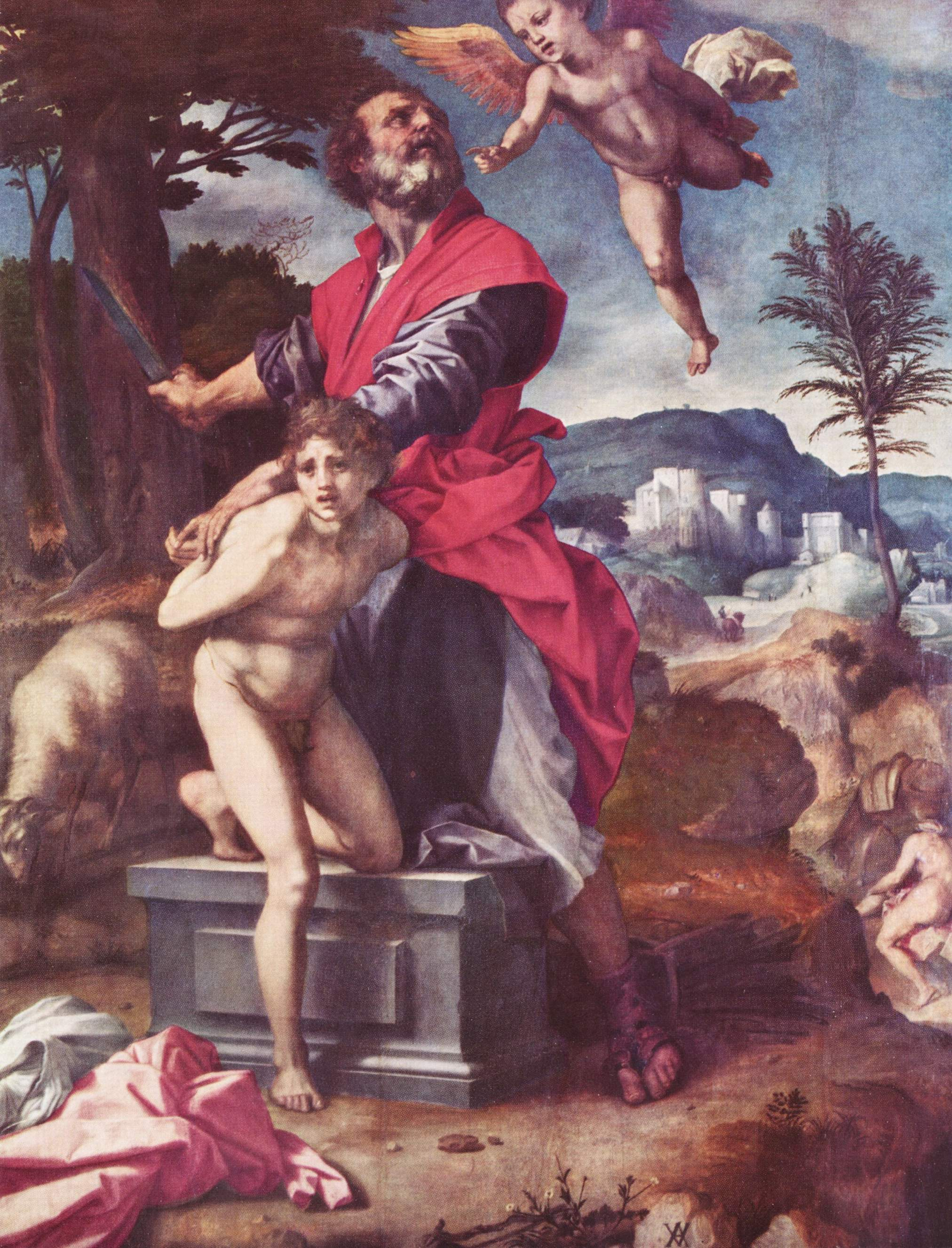
Andrea del Sarto, Sacrificio di Isacco (1527), Dresda, Gemäldegalerie.

La siccità e la carestia costrinsero Isacco a dirigersi in Egitto, ma, ispirato dal Signore, si fermò a Gerar presso Abimelech re dei Filistei. Temendo che la bellezza della moglie gli procurasse l'invidia di quella gente e che qualcuno arrivasse ad ucciderlo pur di possederla fece passare Rebecca per sua sorella; tale sotterfugio, un tema "trasmesso dalla tradizione in varie forme", era già stato usato due volte dal padre Abramo con sua moglie Sara sia con il faraone (Gen12,10-20) sia con lo stesso re Abimelech (Gen20). Tuttavia Abimelech vide Isacco e Rebecca in intimità e scoprì l'inganno; pur esprimendo a Isacco il suo rammarico per la scarsa fiducia dimostratagli gli assicurò la sua protezione.
I Filistei comunque, invidiosi della prosperità di Isacco, iniziarono a perseguitarlo. Dopo una paziente resistenza, i patriarchi ebrei decisero di ritornare a Bersabea. Lì, Isacco ebbe una nuova visione dal Signore, dopo la quale strinse una solenne alleanza con Abimelech.
Durante gli ultimi anni della vita di Isacco, egli ormai cieco conferì la benedizione a suo figlio Giacobbe invece che al prevedibile Esaù per uno scambio avvenuto tra i due fratelli, del quale sua moglie Rebecca era al corrente, seguito dalla promessa di Isacco di proteggere Giacobbe dal risentimento del fratello e di assicurargli una moglie in Mesopotamia. Dopo il ritorno di Giacobbe, Isacco morì a Mambre, all'età di 180 anni e fu seppellito dai suoi figli nella grotta di Macpela.

## Significato teologico
La figura di Isacco è meno problematica di quella di suo padre Abramo. La sua pacatezza e la sua fede nella guida di Dio lo resero un degno erede delle gloriose promesse fatte ad Abramo. Fu essenzialmente un uomo di pace.

## Esegesi ebraica
Isacco rappresenta la Sefirah Ghevurah: il sacrificio viene infatti considerato episodio di rigore divino, esso avvenne infatti nel giorno poi celebrato dagli Ebrei con Rosh haShanah. Isacco non lasciò mai la Terra d'Israele.
- Quando avvenne la prova del sacrificio Isacco aveva 37 anni infatti egli non venne obbligato o forzato ma, dopo che si accorse di stare per essere sacrificato, accettò la volontà divina consapevole che suo padre Abramo non avrebbe fatto ciò con cattiva inclinazione.
- La prova del sacrificio, di cui Abramo ed Isacco ebbero consapevolezza solo quando Dio lo ordinò loro quasi poco prima che avvenisse e non ancora quando si stavano dirigendo verso il monte Moriah, venne superata poiché Dio verificò il manifestato timore di Abramo verso di Lui e l'accettazione del giogo del Regno divino di entrambi; anche lo Zohar insegna che nell'episodio del sacrificio Isacco morì comunque, non per mano di Abramo né per missione di un angelo ma per il bacio di Dio, e che in seguito resuscitò ricevendo un'anima messianica.
Abramo ferì la gola di Isacco prima di essere avvertito da Dio tramite l'angelo: in seguito Isacco venne curato dal Gan Eden ma la guarigione completa richiese molto tempo.
- In campo ebraico ci si chiede il motivo della vita molto silenziosa del padre Isacco: alcuni pensano che sia data dal trauma subito al momento del sacrificio, altri pensano sia dovuto a qualche altra "mancanza" di Isacco.
- Secondo un'opinione rabbinica Isacco divenne cieco per le lacrime degli angeli versate sui suoi occhi al momento della prova del sacrificio; secondo un'altra, Dio rese cieco Isacco affinché confondesse Giacobbe con Esaù e così impartisse al primo la benedizione principale: infatti Dio non volle rivelare la reale natura malvagia di Esaù ad Isacco per evitare di compiere maldicenza.
- Isacco venne considerato continuatore ed erede principale della discendenza di Abramo tanto da essere sottoposto immediatamente al Brit milah all'ottavo giorno dalla sua nascita: Ismaele infatti si vantava di aver ricevuto la Milah al tredicesimo anno dimostrando con ciò di averla accettata ma Isacco rispose dicendo che, se Ismaele osava vantarsi per una sua sola parte, per la prova del sacrificio lui stesso poteva onorarsi con tutto il corpo per essere stato un'olah completo.
- Dio rese Abramo ed Isacco perfettamente somiglianti attraverso un miracolo malgrado possedessero qualità spirituali differenti, ciò per testimoniare che Isacco era certamente figlio di Abramo e Sara, sebbene avuto in età avanzata, contro ogni maldicenza.
- Il Talmud insegna: nei giorni a venire sarà detto ad Isacco: "tu sei il nostro padre" (Shabbat 89b).
- Giacobbe ed Edom, Essav, fecero un accordo spirituale anche in nome del loro padre Isacco ma, soprattutto per volere del secondo, non riguardo ad Avraham, detto dal popolo ebraico Avraham Avinu, Avraham nostro padre o Avraham nostro Patriarca.
- Quando nacque Isacco, tutti furono nella gioia: il Cielo e la Terra, il sole e la luna, le stelle e gli astri (Bereshit Rabbah LIII, 8; Tanhumà Toledot 2).

## Riferimenti nel Nuovo Testamento
Il Nuovo Testamento contiene pochi ma significativi riferimenti a Isacco (v. Matteo 8,11; Luca 20,37; Atti 7,8; Romani 9,7; Galati 4,28; Ebrei 11,17-20; Giacomo 2,21).

## Culto
Il Martirologio romano fissa la memoria liturgica il 25 marzo.

## Altri riferimenti
Altre leggende e dettagli sulla vita di Isacco sono riscontrabili nel Talmud e altri scritti rabbinici.

### Riferimenti
1. ↑  James Strong (cur.), Strong's Concordance, ss.vv.: "Isaac", "Isaac's", 3327 יִצְחָק 3446, 2464.
2. ↑  Bibbia TOB, Elle Di Ci Leumann, 1997, p. 83, ISBN 88-01-10612-2.
3. ↑   Gen12,10-20, su La Parola - La Sacra Bibbia in italiano in Internet.
4. ↑   Gen20, su La Parola - La Sacra Bibbia in italiano in Internet.